# Kickxellomycotina
Kickxellomycotina es un grupo de hongos que pueden ser saprófitos, parásitos de otros hongos o micobiontes (líquenes).
Filogenéticamente, se considera que es un clado hermano de Zoopagomycotina.
Tradicionalmente se clasifican como una subdivisión dentro la parafilética división Zygomycota, pero las clasificaciones filogenéticas le clasifican en la división Zoopagomycota la cual es monofilética.

## Clasificación
Se ha propuesto la siguiente taxonomía según estudios recientes:
- Dimargaritomycetes
  - Ramicandelaberales
  - Dimargaritales
- Kickxellomycetes
  - Barbatosporales
  - Spiromycetales
  - Orphellales
  - Kickxellales
  - Asellariales
  - Harpellales